# Blandt mænd og får
Blandt mænd og får (islandsk: Hrútar) er en islandsk film fra 2015, instrueret af Grímur Hákonarson. Filmen havde premiere 15. maj 2015 ved Cannes Film Festival, hvor den vandt Un Certain Regard.

## Medvirkende
- Sigurður Sigurjónsson som Gummi
- Theódór Júliusson som Kiddi
- Charlotte Bøving som Katrin
- Jon Benonysson som Runólfur
- Gunnar Jónsson som Grímur
- Þorleifur Einarsson som Sindri
- Sveinn Ólafur Gunnarsson som Bjarni
- Ingrid Jónsdóttir som Eygló
- Jörundur Ragnarsson som Villi
- Viktor Már Bjarnason som Finnur

## Eksterne links
- Blandt mænd og får på Internet Movie Database (engelsk)
- Blandt mænd og får på Filmdatabasen
- Blandt mænd og får på Scope
- Blandt mænd og får i Svensk Filmdatabas (svensk)
- Blandt mænd og får på AlloCiné (fransk)
- Blandt mænd og får på MovieMeter (nederlandsk)
- Blandt mænd og får på AllMovie (engelsk)
- Blandt mænd og får på The Movie Database (engelsk)
- Blandt mænd og får på Rotten Tomatoes (engelsk)
- Blandt mænd og får på Metacritic (engelsk)

| Film | Spire Denne filmartikel er en spire som bør udbygges. Du er velkommen til at hjælpe Wikipedia ved at udvide den. |